# Japanischer Fußball-Supercup 2008
Der japanische Fußball-Supercup 2008 wurde am 1. März 2008 zwischen dem japanischen Meister 2007 Kashima Antlers und dem Kaiserpokal-Finalisten 2007 Sanfrecce Hiroshima ausgetragen. Das Spiel fand im  Nationalstadion in Tokio statt.
| Paarung             | Kashima Antlers – Sanfrecce Hiroshima |
| Ergebnis            | 2:2 (0:0), 3:4 i. E. |
| Datum               | 1. März 2008 um 13:35 Uhr |
| Stadion             | Nationalstadion, Tokio |
| Zuschauer           | 27.245 |
| Schiedsrichter      | Masaaki Tōma |
| Tore                | 1:0 Masashi Motoyama (49.) 2:0 Takuya Nozawa (52.) 2:1 Tatsuhiko Kubo (80., Elfmeter) 2:2 Hisato Satō (85.) Elfmeterschießen: 1:0 Marquinhos 1:1 Kōji Morisaki 2:1 Masaki Chūgo 2:2 Ilijan Stojanow Danilo 3:2 Tomoaki Makino Masashi Motoyama Stjepan Jukić 3:3 Mitsuo Ogasawara 3:3 Mitsuo Ogasawara 3:4 Hisato Satō |
| Kashima Antlers     | Hitoshi Sogahata – Atsuto Uchida, Daiki Iwamasa, Gō Ōiwa, Tōru Araiba – Takeshi Aoki, Mitsuo Ogasawara , Masashi Motoyama, Takuya Nozawa (75. Masaki Chūgo) – Marquinhos, Yūzō Tashiro (83. Danilo) Cheftrainer: Oswaldo de Oliveira ( Brasilien)                                                                      |
| Sanfrecce Hiroshima | Kōichi Kidera – Ryōta Moriwaki, Ilijan Stojanow, Tomoaki Makino – Ri Han-Jae, Toshihiro Aoyama (73. Stjepan Jukić), Kōta Hattori, Shin’ichirō Kuwada (45. Yōjirō Takahagi), Kōji Morisaki – Hisato Satō , Ryūichi Hirashige (57. Tatsuhiko Kubo) Cheftrainer: Michael Petrović ( Österreich)                           |
| Gelbe Karten        | Daiki Iwamasa (7.), Takeshi Aoki (42.), Gō Ōiwa (79.), Hitoshi Sogahata, Masaki Chūgo – Ri Han-Jae (33.), Kōta Hattori (60.), Stjepan Jukić (84.), Hisato Satō (89.) |
| Platzverweise       | Daiki Iwamasa (12.) – Ri Han-Jae (38.) |
|                     | Gō Ōiwa – keine |

## Supercup-Sieger Sanfrecce Hiroshima
|  | Sanfrecce Hiroshima |
|  | - Tor: Kōichi Kidera - Abwehr: Ryōta Moriwaki; Ilijan Stojanow; Tomoaki Makino - Mittelfeld: Ri Han-Jae; Toshihiro Aoyama; Stjepan Jukić; Kōta Hattori; Shin’ichirō Kuwada, Yōjirō Takahagi, Kōji Morisaki - Angriff: Hisato Satō; Ryūichi Hirashige; Tatsuhiko Kubo |
|  | Trainer: Michael Petrović |